# Barbosa Neto (político, 1966)
Homero Barbosa Neto (Santa Rita do Passa Quatro, 19 de setembro de 1966) é um jornalista e político brasileiro, filiado ao Partido Democrático Trabalhista (PDT) e ex-prefeito da cidade de Londrina.

## Origens
De origem humilde, começou a vida como engraxate, servente de pedreiro, garçom, chapeiro em lanchonetes, recolhia sucata e vendia coxinha na rua. Ao completar 18 anos, vindo do interior de São Paulo, chegou a Londrina com o sonho de ser jornalista.  Estudava de manhã e era escriturário no antigo Banco Bandeirantes, no período da tarde.  À noite e nos finais de semana, era repórter esportivo na Rádio Alvorada. Em 1989, formou-se em primeiro lugar no curso de jornalismo da Universidade Estadual de Londrina (UEL). Recebeu medalha e láurea acadêmica como o melhor aluno do curso de Comunicação Social e como jornalista foi repórter e apresentador de diversos programas policiais e de entretenimento da televisão londrinense.

### Carreira política
Em 1990, ingressou no PDT, sendo candidato a prefeito de Londrina em 2000. Nedson Luiz Micheleti, do PT, derrotou-o no segundo turno. Em 2002, conquistou seu primeiro mandato: sem realizar comícios, sem pintar muros e sem outdoors ou cabos eleitorais, ao lado de voluntários, se elegeu deputado estadual com 122.112 votos, um dos mais votados da história do Paraná. Em 2004 voltou a disputar a prefeitura de Londrina, ficando em quarto lugar e em 2006, com 132.674, foi o sexto mais votado no Paraná e se elegeu deputado federal.
Em 2008, Barbosa tentou mais uma vez a prefeitura de Londrina, mas ficou de fora do segundo turno por pouco mais de mil votos, atrás de Luiz Carlos Hauly (PSDB). Antonio Belinati (PP) venceu, mas não levou. Determinada a realização de um novo segundo turno, ou "terceiro turno", como ficou conhecido, Barbosa, que três dias antes da eleição, realizou um mega comicio, com mais de 50.000 pessoas, na região mais populosa de Londrina, o Cinco Conjuntos, venceu com 54,12% dos votos válidos (135.507 votos). Hauly teve 114.867 votos (45,88%).
Eleito pela primeira vez prefeito da cidade e cristão, Barbosa Neto batizou os filhos com nomes bíblicos: Matteus, João Pedro e Felipe.
Assumiu a prefeitura em 1/5/2009. Na Câmara dos Deputados, assumiu em seu lugar Wilson Picler. Barbosa Neto aparece no contexto politico como uma aposta futura para o Senado e também para o Estado. Os principais aliados de Barbosa, André Nadai presidente da CMTU e Marco Cito ex-secretário de Gestão Pública e atual secretário de governo são alvos de investigação em casos de corrupção que até agora carecem de comprovação.
Há contra sua administração uma Comissão Especial de Inquérito que investiga supostos desvios e corrupção.  Já enfrentou duas outras CEIs, que foram arquivadas por falta de provas.  Seu governo se destaca pela quantidade de obras que realizou, praticamente em menos de 3 anos fez mais que seu antecessor em 8 anos, o que não chega acumular capital eleitoral como fez seu padrinho político, Antônio Belinati que hoje apoia, junto com Ricardo Barros e Beto Richa, a candidatura do sobrinho Marcelo Belinati.  Barbosa Neto, apesar das acusações, continua sendo forte candidato.
No dia 30/7/2012 foi cassado.  Durante todo o dia, a defesa de Barbosa entrou com uma série de pedidos na Justiça para tentar cancelar ou suspender a sessão de julgamento. No final da tarde, quando parte do processo era lido, as tentativas se intensificaram, nas galerias, manifestantes pró e contra Barbosa se expressavam com palmas, vaias, cânticos e, por diversas vezes,o presidente do Legislativo, Gérson Araújo, teve que intervir para conter a ordem. Barbosa só apareceu na Câmara por volta das 19h40. Ele deu início à defesa evocando um texto bíblico e dizendo que Deus o tinha colocado no cargo de prefeito. Durante a argumentação, tentou imputar a culpa do contrato com a Centronic ao vereador e ex-secretário de Gestão Pública Jacks Dias (PT).
Barbosa se tornou o segundo prefeito de Londrina a perder o mandato.
O ex-prefeito de Londrina, Barbosa Neto (PDT), e mais seis pessoas foram acionadas pela Promotoria de Defesa do Patrimônio Público acusados de improbidade administrativa. O pedetista e os demais, entre eles ex-membros da Sercomtel e um ex-vereador, são acusados de manter um esquema de oferta de vantagem indevida a vereadores de oposição à administração de Barbosa. A articulação teria sido executada no município entre os anos de 2011 e 2012, quando Barbosa ainda era prefeito de Londrina. 
O caso veio à tona em abril de 2012, quando o empresário Ludovico Bonato e o então secretário municipal Marco Cito foram presos em flagrante pelo Grupo de Atuação Especial e Combate ao Crime Organizado (Gaeco) acusados de oferecer R$ 40 mil em dinheiro ao então vereador Amauri Cardoso (PSDB), para que ele votasse, no Legislativo, contra a abertura da chamada Comissão Processante (CP) da Centronic, que cassaria o mandato de Barbosa dois meses depois, em junho. 
A promotoria também descobriu a participação de outros agentes públicos no esquema, entre eles o ex-diretor da Sercomtel Alisson Tobias de Carvalho, e o ex-chefe de gabinete de Barbosa, Rogério Lopes Ortega. 
"Os requeridos estabeleceram entre si divisão de tarefas, conforme as características das ocupações de cada um, para que, de maneira sistematizada, cooptassem, por meio de ofertas de vantagens indevidas, o auxílio de vereadores, cumprindo o desiderato ajustado entre todos eles de garantir votações favoráveis no âmbito da Câmara Municipal de Londrina, assegurando, assim, a permanência de alguns requeridos em cargos comissionados na administração pública municipal", explicam os promotores de Justiça Leila Schimiti e Renato de Lima Castro, autores da ação. 
O Ministério Público (MP) cita o caso de Amauri Cardoso na ação e também o episódio envolvendo o ex-vereador Eloir Valença, que teria aceitado as vantagens oferecidas (o que incluía apoio a futuras campanhas eleitorais) e que, por esse motivo, também é requerido na ação. 
A promotoria pede para que o ex-prefeito, o ex-vereador e os demais envolvidos no esquema sejam condenados com base nas sanções do artigo 12, incisos I e III da Lei 8.429/92, que incluem perda da função pública; a suspensão dos direitos políticos; pagamento de multa civil, e proibição de contratar com o Poder Público ou receber benefícios ou incentivos fiscais ou creditícios. Solicita, ainda, que todos sejam condenados a indenizar os danos morais produzidos. 
O processo corre sob segredo de Justiça. 
Os mesmos citados na ação do Ministério Público já respondem a processo na 3ª Vara Criminal de Londrina por corrupção e formação de quadrilha. 
Em junho de 2016, Barbosa Neto foi condenado por improbidade administrativa durante seu mandato como prefeito de Londrina. 